# Sergio Berti
Sergio Ángel Berti (ur. 17 lutego 1969 w Villa Constitución) – argentyński piłkarz występujący na pozycji pomocnika. W czasie kariery piłkarskiej mierzył 183 cm wzrostu.

## Kariera klubowa
Sergio swoją zawodową karierę piłkarską rozpoczął w 1988 r. w Boce Juniors. W ekipie Xeneizes grał do roku 1990. W tym czasie rozegrał tylko 6 meczów, strzelając przy tym 1 gola. Następnie przeszedł do Club Atlético River Plate. Grał tam przez 2 sezony. Wywalczył tam miejsce w podstawowej jedenastce. Rozegrał tam łącznie 51 meczów, strzelając 14 goli. W następnym sezonie grał w Parmie F.C. W niej nie mógł wywalczyć miejsca w wyjściowym składzie, więc szybko przeniósł się do swojego wcześniejszego klubu - Club Atlético River Plate. W trakcie 2 sezonów grał w 63 pojedynkach, trafiając do bramki przeciwnika 9 razy. Następnym klubem w karierze Bertiego był Club América. Tak samo jak w River Plate grał podstawowym składzie. Przez 1 sezon rozegrał 21 meczów, strzelił 3 bramki. Potem przeniósł się do Al Ain FC, ale postanowił wrócić do swojej ojczyzny, a dokładniej do CA Huracán. Grał w nim przez pół sezonu w 10 meczach, strzelając 4 gole. Dwoma ostatnimi klubami w karierze Sergio były: Barcelona SC i Livingston F.C.

## Kariera reprezentacyjna
Sergio w reprezentacji narodowej zadebiutował w 1991 roku. W 1998 został powołany na Mundial. Na tym turnieju Argentyńczycy dotarli do ćwierćfinału, a Sergio zagrał w dwóch spotkaniach - jednym grupowym (zmienił w 80 minucie Marcelo Gallardo) i 1/8 finału (zmienił w 91 minucie Diego Simeone). Łącznie w barwach swojego kraju Sergio wystąpił 23 razy, strzelając 2 gole.